# Северинешть
Северинешть, Северинешті (рум. Severinești) — село у повіті Мехедінць в Румунії. Входить до складу комуни Кезенешть.
Село розташоване на відстані 251 км на захід від Бухареста, 23 км на схід від Дробета-Турну-Северина, 80 км на північний захід від Крайови.

## Населення
За даними перепису населення 2002 року у селі проживали 665 осіб, з них 664 особи (99,8%) румунів. Усі жителі села рідною мовою назвали румунську.